# Chiari-Frommel-Syndrom
Bei dem Chiari-Frommel-Syndrom oder der Laktationsatrophie handelt es sich um eine hormonelle Störung nach der Geburt. Durch eine erhöhte Prolaktin-Produktion bleibt auch nach der Stillphase noch für Monate oder Jahre ein Milchfluss (Galaktorrhoe) bestehen. Gleichzeitig besteht eine sekundäre Amenorrhoe und eine Atrophie der Gebärmutter (Uterusatrophie).
Benannt ist das Syndrom nach den Gynäkologen Johann Baptist Chiari (1817–1854) und Richard Frommel (1854–1912).